# Catasetum finetianum
Catasetum finetianum är en orkidéart som beskrevs av Lucien Linden och Célestin Alfred Cogniaux. Catasetum finetianum ingår i släktet Catasetum och familjen orkidéer.
Artens utbredningsområde är Colombia. Inga underarter finns listade i Catalogue of Life.